# Alkmene (Klebe)
Pour les articles homonymes, voir Alcmène (homonymie).
 (octobre 2022).
Si vous disposez d'ouvrages ou d'articles de référence ou si vous connaissez des sites web de qualité traitant du thème abordé ici, merci de compléter l'article en donnant les références utiles à sa vérifiabilité et en les liant à la section « Notes et références ».

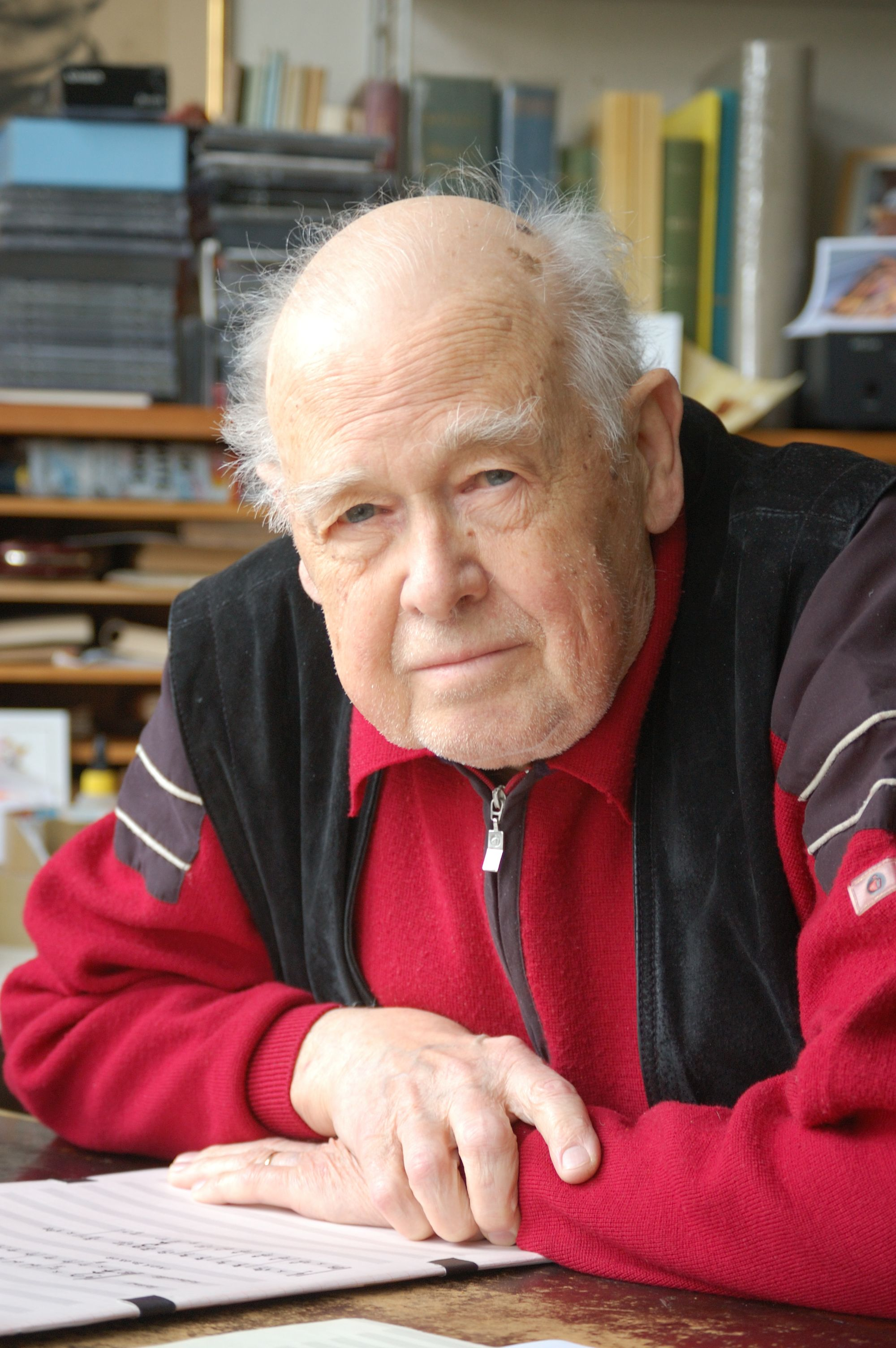
Giselher Klebe.

Alkmene est un  opéra en trois actes, dont la musique et le livret ont été écrits par Giselher Klebe, d'après l’Amphitryon d'Heinrich von Kleist (lui-même inspiré de l’Amphitryon de Molière).
Cette œuvre comique a été commandée au compositeur pour l'inauguration du  nouveau grand opéra de Berlin le 2 avril 2008. Klebe avait déjà présenté la première de cet opéra  le 25 septembre 1961, dans cette même ville, dans l'ancienne salle d'opéra.

## Argument
Dans la Thèbes de l'antiquité, Jupiter demande à Mercure de planifier une nouvelle séduction d’un mortel, en particulier Alcmène, épouse du commandant thébain Amphitryon. Amphitryon est dans le conflit de Thèbes contre Athènes. Parce que Jupiter ne peut pas se présenter sous sa vraie forme à Alcmène, il choisit d’apparaître sous la forme d’Amphitryon. Le dieu apparaît à Alcmène et lui fait l’amour, Alcmène pensant qu’il s’agit de son mari qui est revenu tôt de la bataille.
Le lendemain matin, le serviteur Sosias annonce la victoire de Thèbes sur Athènes et le retour de l’armée thébaine. Il voit un double de lui-même, qui est en fait Mercure, qui a agi comme garde la nuit précédente. La confusion s’ensuit. Alcmène voit ensuite Amphytrion pour ce qu’elle pense être la deuxième fois si peu de temps après son récent retour. Amphitryon se méfie de la fidélité de sa femme et convoque des témoins pour attester qu’il n’a pas quitté le camp militaire pendant la nuit. Alcmène est peiné par ces soupçons. Cependant, Jupiter apparaît et dit à Alcmène que son partenaire de la nuit précédente n’était pas un mortel, mais le dieu suprême lui-même.
Les commandants de l’armée apparaissent, et ils voient, avec les Thébains, deux Amphitryons. Au début, ils croient que Jupiter est l’Amphitryon. Cependant, le dieu révèle sa véritable identité et dit également à Alcmène qu’elle a conçu un enfant et qu’il s’appellera Hercule. Alkmeme s’évanouit. Jupiter s’en va dans son carrosse solaire. Alcmène se réveille dans les bras de son mari, tous deux réconciliés.

## Réception
Le Monde salue cette pièce d'opéra.